# Семейство Таннер
«Семейство Таннер» (нем. Geschwister Tanner) — первый роман классика немецко-швейцарской литературы Роберта Вальзера, написанный им в Берлине и опубликованный в издательстве Бруно Кассирера Verlag в 1907 году. В российском литературоведении называется также «Братья и сестры Таннер» или «Семья Таннер».

## История создания и публикация
Роман «Семейство Таннер» был написан Робертом Вальзером в 1906 году за шесть недель. Произведение полностью построено на автобиографическом материале, Вальзер не скрывал, что описал в «Семействе Таннер» сложные отношения в своей семье, в которой он был седьмым ребёнком из восьми. Издателю Бруно Кассиреру роман не понравился, но редактор издательства, известный поэт Христиан Моргенштерн, большой поклонник творчества Вальзера, убедил его выпустить книгу ограниченным тиражом. Роман был опубликован в начале 1907 года.

## Сюжет
Главный герой романа - Симон Таннер, двадцатилетний юноша-романтик, который стесняется своей бедности, но настолько дорожит своей независимостью, что каждый раз бросает с трудом найденное место работы и находит силы терпеть нужду.
Симон Таннер устраивается на работу в книжной лавке, владелец магазина принимает его на испытательный срок, но уже через неделю молодой человек приходит за расчётом. Работа продавца разочаровала его — она не даёт пищи для ума; работая за прилавком, Симон не может чувствовать себя свободным.
У Симона, как у самого Вальзера, много братьев и сестёр. Вместе с братом, художником Каспаром, Симон снимает комнату у Клары Агаппайя (Klara Agappaia). Со следующего места работы в банке его увольняют в первый же день. Клаус, другой брат Симона, занимает солидную позицию в обществе и не хочет иметь ничего общего со своими братьями, ведущими вольный образ жизни. Каспар уезжает в другой городок, где он получил заказ оформить танцзал. Cимон не может найти согласия в самом себе, он устаёт от своей распутной жизни и собирается активно заняться каким-то делом, но из этого ничего не получается: в уютной тёплой комнатке, снятой им на зиму, он проводит своё время, записывая детские воспоминания.
Симон посещает брата Каспара, восторгается его живописью, думает остаться с ним в провинциальном городке, но останавливается в конце концов в другом месте у своей сестры Хедвиги (Hedwig), за что получает упрёки от другого брата, Клауса.
Вернувшись в город, Симон устраивается домашним слугой. Работа сперва ему нравится, но потом в образе лакея герою становится тесно, и он намеренно провоцирует гнев своей хозяйки. Симон снова оказывается на улице и перебивается случайными заработками в качестве переписчика бумаг. В одном курортном отеле он рассказывает хозяйке заведения историю своей жизни, и та приглашает его на ужин. Добрая женщина жалеет Симона и советует не судить себя слишком строго. В конце романа дама целует юношу, говорит, что будет о нём заботиться, и они вместе выходят в зимнюю ночь.

## Персонажи

### Симон Таннер
Своему герою Симону Вальзер передал чувство тоски по материнской ласке, которой ему так не хватало в детстве. Симон Таннер говорит голосом самого автора: «У меня была потребность, чтобы обо мне чутко заботились, но этого никогда не происходило». Симон сожалеет, что не болел в детстве, как Хедвига или Клаус, и завидует им, что о них заботились. Молодой человек не хочет взрослеть, ему хочется продлить детство, он ищет чувства защищённости от жизни и находит его в детских воспоминаниях.
Более чем на треть роман состоит из монологов Симона. Он произносит свои монологи перед работодателями, перед друзьями, знакомыми, даже перед случайными собутыльниками. В отсутствие слушателей Симон берётся за перо: пишет воспоминания о детстве, но тут же рвёт написанное. Он работает над эссе «Жизнь в деревне», которое отправляет в газету — и забывает о нём. Говорить о себе для него, как и для его автора, — способ самопознания и самоутверждения.

### Клаус Таннер
Старший брат Клаус чувствует себя ответственным за «непутёвого» Симона, называет его бездельником и проявляет недовольство тем, что младший брат постоянно меняет место службы. Тем не менее он относится к Симону с сочувствием и верит его обещаниям, что тот изменится и возьмётся за какое-нибудь серьёзное занятие.

### Каспар Таннер
Брат Каспар — художник. Он предан своему искусству и жертвует ради творчества личными привязанностями. Квартирная хозяйка Клара Агаппайя влюбляется в него и бесплатно предоставляет Каспару и Симону прекрасную комнату. Однако Каспар оставляет влюблённую в него женщину, чтобы отдаться целиком служению своему искусству, которое является для него попыткой «объяснить необъяснимое».

### Хедвига Таннер
Хедвига работает учительницей в сельской школе. Прототипом её явилась старшая сестра Роберта Лиза, которой пришлось ухаживать за психически больной матерью, младшими братьями и сестрами и вести дом. Эту часть семейной истории Вальзер целиком перенёс в роман, изменив лишь имя сестры.
Симон приезжает к сестре и остаётся у неё жить. Хедвига сперва рада появлению брата, но потом понимает, что причиной его жизни в её доме являются вовсе не родственные чувства, а бесплатные кров и стол. Деньги у Хедвиги закачиваются, и они живут теми продуктами, которые приносят учительнице родители её учеников. В конце концов Хедвига выставляет брата за порог.
Знаменательной является сцена смерти Себастьяна, друга Хедвиги. Однажды вечером Симон находит замёрзшее тело Себастиана в лесу на снегу. Симон восхищается красотой этой смерти и выражает желание умереть таким же образом. Точно так же в 1956 году умрёт сам Роберт Вальзер. Его замёрзшее тело найдут на снегу в Рождество деревенские мальчишки.

### Эмиль Таннер
Брат Эмиль был учителем, преподавал детям богатых родителей, но поссорился с директором и отправился в Италию, потом в Англию, пробовал себя в качестве политика, поэта, драматурга, композитора, художника, затем вернулся к преподаванию и, в конце концов, оказался в клинике для душевнобольных. Тема психического заболевания неотступно преследовала Вальзера всю жизнь — в его семье несколько человек закончили свою жизнь в заведениях для сумасшедших, в том числе и он сам.

## Художественные особенности
Роман «Семейство Таннер» целиком построен на автобиографическом материале. Книга представляется сперва «романом воспитания», но Вальзер разрушает устоявшиеся каноны этого жанра. Герой проходит все испытания, но обстоятельства на него никак не влияют. Своей структурой «Семейство Таннер» напоминает плутовской роман: главный герой — беспокойный искатель приключений и смысла жизни, странствует по миру, собирая впечатления, набираясь опыта, но сам никоим образом не меняется. В романе «Семейство Таннер» основной конфликт завязывается традиционно — в противоборстве личности с окружением, но ведётся не во имя обретения успеха, а во имя сохранения человечности и человеческого достоинства вопреки давлению обстоятельств.
Хотя повествование ведётся от третьего лица, Вальзер не собирается скрывать перед читателем, что пишет главного героя с себя самого. В бесконечных монологах герой и автор сливаются, говорят одним голосом. Симон Таннер не хочет соответствовать ожиданиям бюргерского общества, друзей, братьев и сестёр, для окружающих он «лузер», но вся его жизнь — это восстание против мещанской бескрылой реальности. В своём «прохождении жизни» Симон Таннер так никуда и не приходит, Вальзер просто обрывает повествование, давая понять, что его герой не в состоянии преодолеть трагический разрыв между обыденностью, пошлостью существования и мечтами гордого бедняка.

## Мнения и оценки
Широкого коммерческого успеха роман не имел. Герой-чудак, бесконечные монологи и замедленное действие — все это отпугивало обычного читателя от «Семейства Таннер». С другой стороны, этот роман вместе с другими публикациями Вальзера вызывали восторг у его немногочисленных поклонников, среди которых были Христиан Моргенштерн, Роберт Музиль, Франц Кафка, Герман Гессе.
Кафка сказал о Симоне Таннере: «Это никудышная карьера, но только никудышная карьера дает миру свет».

## Автор о книге
Сам Вальзер позднее выражал неудовлетворение своим первым романом: «Не заботясь о художественной закономерности, я просто писал, как писалось. Для нового издания я бы с удовольствием сократил роман „Семья Таннер“ страниц на семьдесят-восемьдесят; сегодня я считаю, что нельзя публично высказывать столь интимные вещи о своей семье».

## Экранизации
- «Симон Таннер» (Simon Tanner) (1994). Франция. 1 ч. 32 мин. Реж. Жоэль Жуанно (Joel Jouanneau). В гл. ролях: Диан Бергель (Diane Bergel), Эмиль Бретон (Emile Breton), Жан-Кэнтен Шатлен (Jean-Quentin Châtelain).

## Публикации на немецком языке
- Jochen Greven (Hrsg.): Robert Walser: Geschwister Tanner. Roman in: Robert Walser. Das Gesamtwerk. Band 4. Suhrkamp Verlag, Zürich und Frankfurt am Main 1978 (375 Seiten, 1. Aufl.), ISBN 3-288-00945-5.
- Robert Walser: I.2 Geschwister Tanner (Erstdruck). Hrsg. Wolfram Groddeck, Barbara von Reibnitz und Matthias Sprünglin. Frankfurt a. M., Basel 2008. 340 Seiten, gebunden im Schuber, ISBN 978-3-86600-024-7.
- Robert Walser: IV.1 Geschwister Tanner (Manuskript). Hrsg. Wolfram Groddeck, Barbara von Reibnitz und Matthias Sprünglin. Frankfurt am Main, Basel 2008. 412 Seiten, Großformat, mit ca. 290 Hs.-Faksimiles und CD-ROM. Gebunden im Schuber, ISBN 978-3-86600-022-3.

## Переводы на русский язык
- Вальзер Роберт. Семейство Таннер: Роман / Пер. с нем. Н. Фёдоровой. — М.: Текст, 2014 г. — 349 с. ISBN 978-5-7516-1231-3.